# Navares de Ayuso
Navares de Ayuso ist ein Ort und eine nordspanische Gemeinde (municipio) mit 53 Einwohnern (Stand: 2024) in der Provinz Segovia in der Autonomen Gemeinschaft Kastilien-León.

## Lage und Klima
Die Gemeinde Navares de Ayuso liegt etwa 53 km (Fahrtstrecke) nordöstlich von Segovia in einer mittleren Höhe von ca. 1010 m. Das Klima ist im Winter rau, im Sommer dagegen gemäßigt bis warm; Regen (ca. 530 mm/Jahr) fällt übers Jahr verteilt.

## Bevölkerungsentwicklung
| Jahr      | 1970 | 1981 | 1991 | 2001 | 2011 | 2021 |
| Einwohner | 209  | 98   | 79   | 93   | 54   | 51   |

## Sehenswürdigkeiten

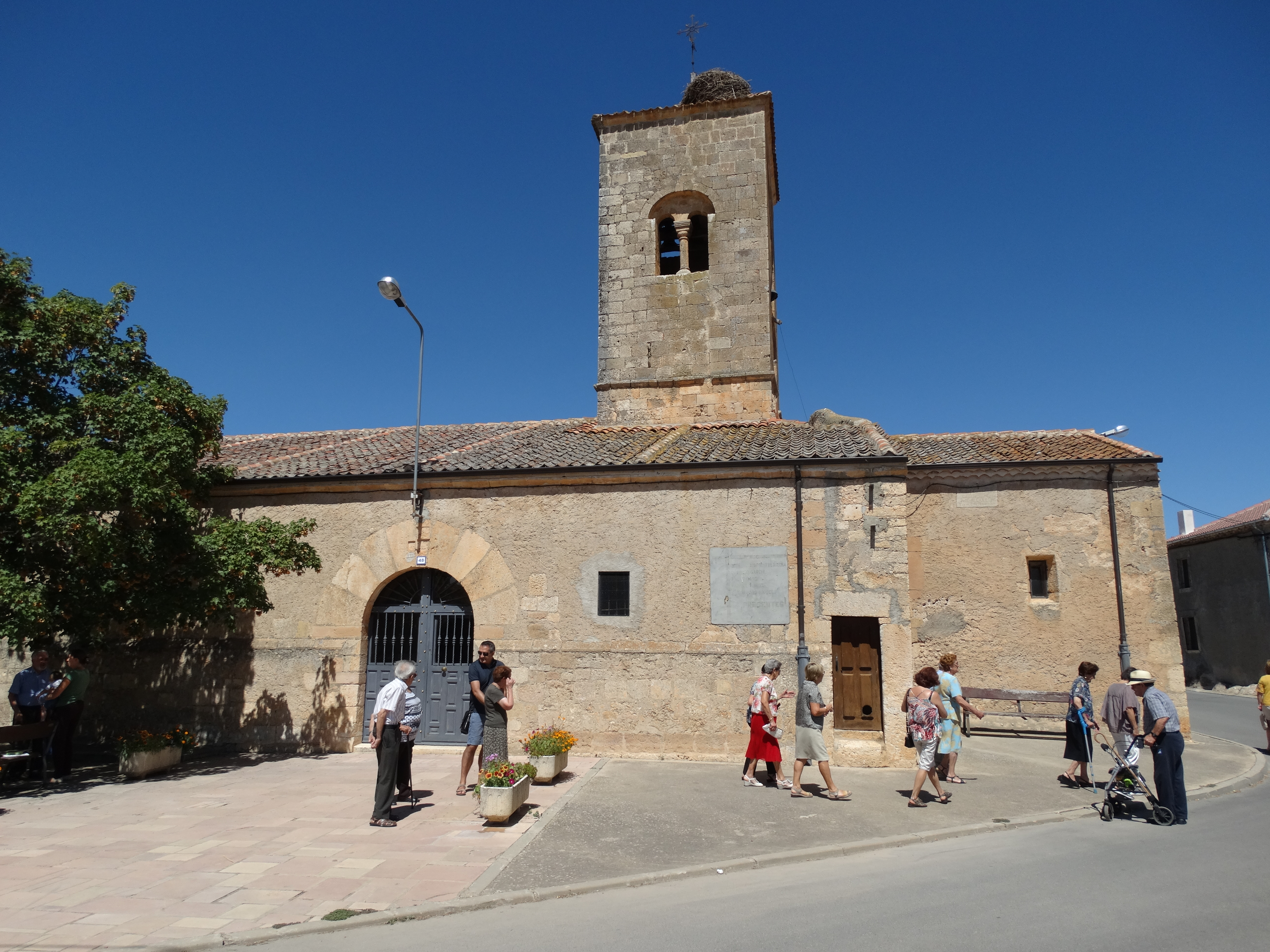
Marienkirche
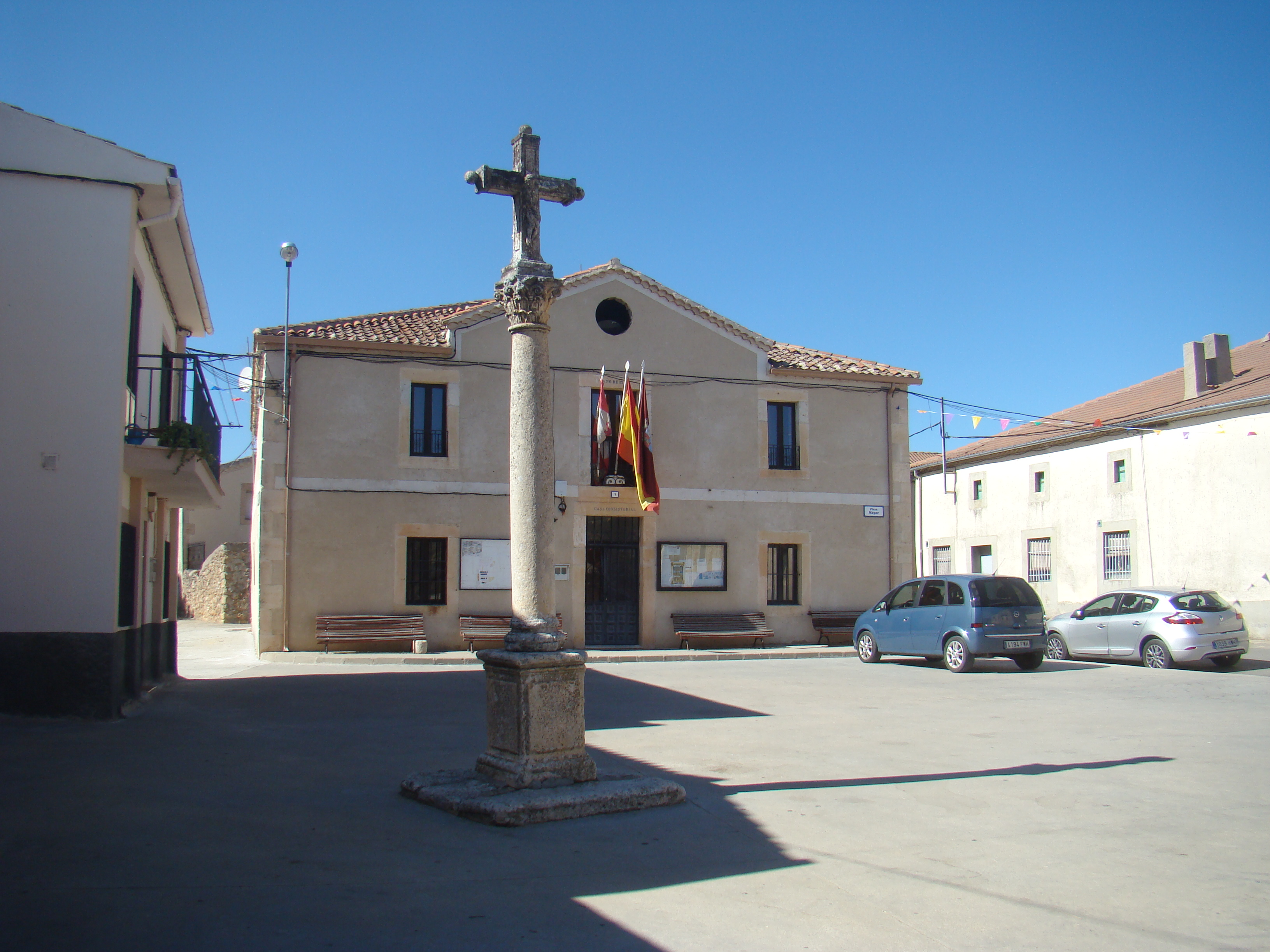
Rathaus

- Marienkirche
- Rathaus